# Rocca di Nepi

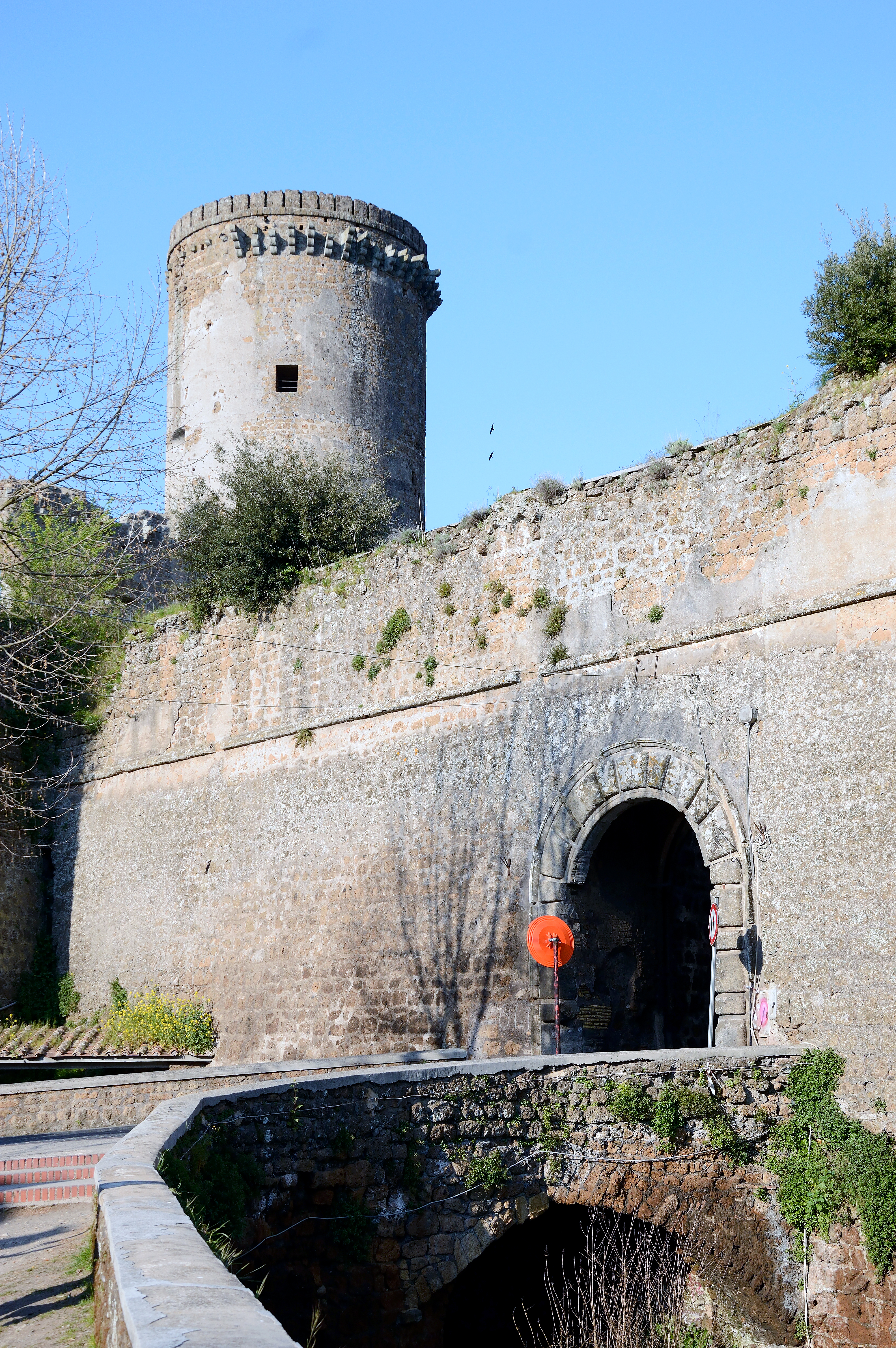

La Rocca di Nepi, detta anche Rocca dei Borgia o Castello Borgia, è una fortezza posta sul margine dell'abitato storico di Nepi, in provincia di Viterbo.

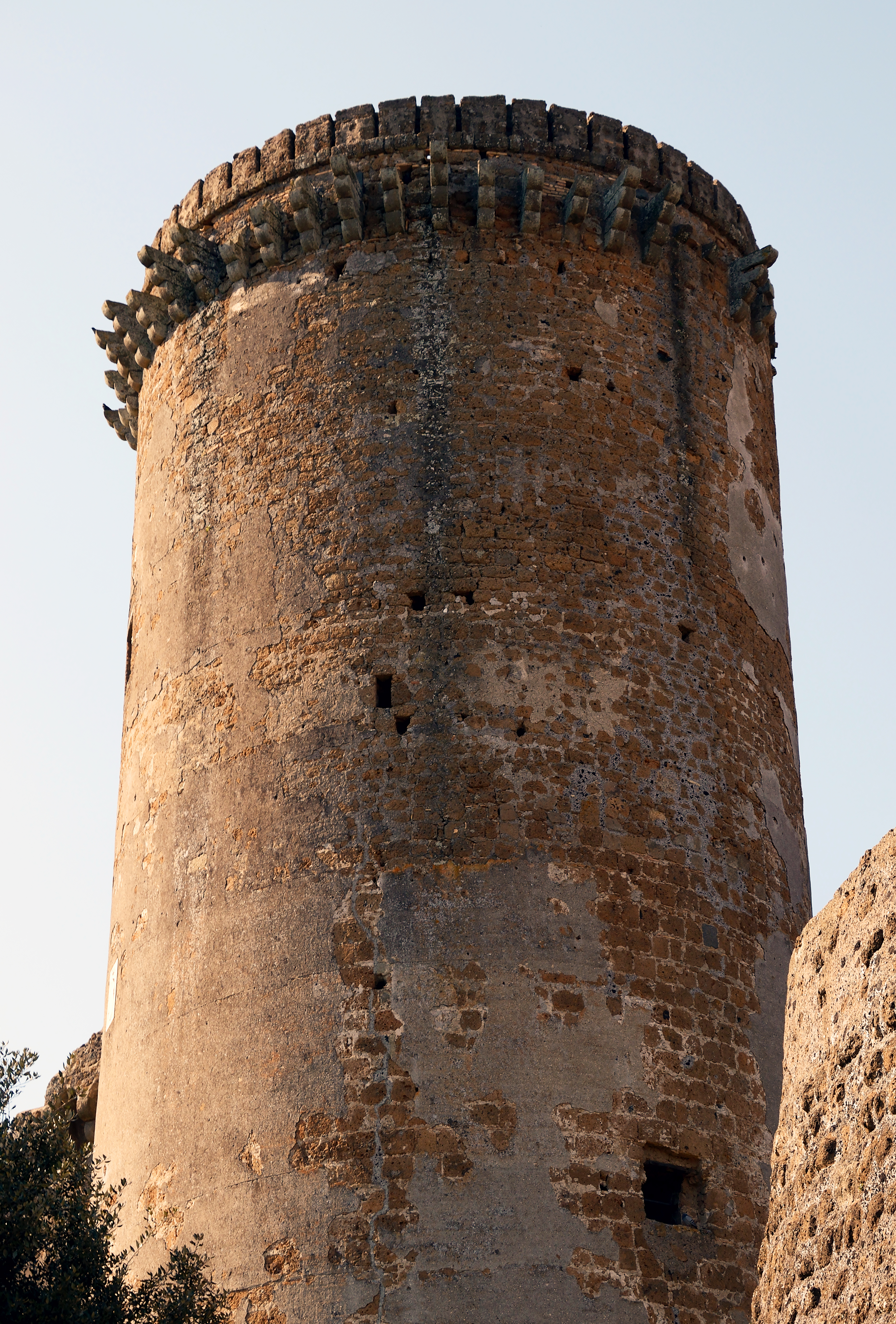
Torre della rocca di Nepi

## Storia

### Le origini
L'abitato di Nepi ha origini antichissime. Molti sono stati i ritrovamenti archeologici risalenti all'VIII secolo a.C., testimoni di un'antica quanto sviluppata civiltà già a quell'epoca. La scelta di questo sito per l'insediamento di un centro urbano, è stata ovviamente dettata dalla morfologia del luogo. Uno sperone di forma pressoché triangolare, i cui due lati lunghi sono solcati da profonde forre scavate dall'acqua di fossi, i quali finiscono poi per unirsi più a est. Il terzo lato, quello più corto invece, si apre verso l'esterno. Sin dal periodo repubblicano, fu qui che si concentrarono gli sforzi per edificare opere difensive tali da rendere inaccessibile e impenetrabile la città. Non ci è dato sapere quali fossero le difese preromane, benché secondo Tito Livio e Velleio Patercolo, risulta che Furio Camillo dovette faticare non poco per espugnarle.

### Il Medioevo
In epoca alto medievale non si ha riscontro nei documenti dell'esistenza o meno di strutture difensive, né tantomeno della loro natura. Eppure la sua posizione lungo la via Amerina lascia intendere l'importanza strategica del luogo quale avamposto, durante le guerre greco-gotiche. La suddetta via fu per lunghi anni il principale percorso di collegamento tra Roma e l'Esarcato di Ravenna. Nel secolo VIII, il pontefice Gregorio Magno manda in difesa della Rocca, un nutrito esercito guidato dal duca Leonzio. Al secolo IX-XI secolo può essere fatto risalire un lacerto murario visibili nei sotterranei del castello stesso. All'XI secolo può essere fatta risalire l'edificazione di una torre a planimetria quadrata, oggi inglobata nel mastio. Successivamente alla costituzione della città quale libero comune (1131), un'altra torre a base trapezoidale viene elevata al di sopra della porta di epoca romana, affiancando quest'ultima con un'altra ad arco ogivale. La nuova torre univa in sé la funzione difensiva, oltre quella di avvistamento e fungeva da avancorpo. Nel tempo verrà aggiunta anche una torretta minore sul lato nord-est di questo nucleo difensivo che via via si andava definendo e ampliando. Nella fortezza dimorarono i Prefetti di Vico, Matilde contessa di Canossa, i Colonna, gli Orsini, i Gaetani e gli Anguillara, ovvero tutti quei casati che durante il Medioevo si contesero il controllo di queste zone. Del 1300 è il primo documento a citare l'esistenza di un castello vero e proprio, distinguendolo dalla città. A quest'epoca possono essere riferibili gli affreschi dell'intradosso dell'arco ogivale, ancora oggi visibili nel locale sotterraneo. Situabile tra il 1383 e il 1458 è la riduzione della torre quadrata più antica, in rotonda.

### Il Rinascimento
- L'età Borgiana. Nel 1474, Papa Sisto IV promuove restauri e riparazioni. Ma solamente nel 1479 inizia una stagione di imponenti realizzazioni per questo complesso, che ne cambiarono completamente l'impianto architettonico, a seguito della nomina a governatore della città del Cardinale Rodrigo Borgia, il quale già nel 1483 autorizzerà altre spese per la Rocca stessa. È nel ventennio 1479-1499 che va situata la costruzione dei quattro torrioni cilindrici posti agli angoli di un quadrilatero difensivo attorno al nucleo centrale, che sempre più da difensiva, stava mutando la sua funzione in quella residenziale. Ancora, venne costruita una loggia lungo la parete che unisce le due torri principali. Gli ambienti sottostanti vengono trasformati in cantine, tra cui quello che per secoli era stato l'accesso principale all'abitato. Il coronamento a beccatelli in peperino grigio a sottolineare i cammini di ronda e il rivestimento dell'intero nucleo, con intonaco "incollato e raschiato a quadretti" ovvero l'intonaco decorato con graffiti a simulare una partitura muraria regolare. Sulle torri gli stemmi cardinalizi del Borgia. Viene rialzata ulteriormente la torre circolare, sicuramente per renderla più efficace quale punto privilegiato di osservazione. Il progetto di questa complessa opera venne affidato ad Antonio da Sangallo il vecchio, che nello stesso periodo era impegnato nell'edificazione della Rocca di Civita Castellana. Alla stessa fase risale anche la costruzione della porta "Borgiana", lungo le mura che dal complesso centrale, chiudevano l'accesso alla città verso sud per terminare sul ciglio della forra. Con la nomina del Borgia a Papa nel 1492, col nome di Alessandro VI fu Ascanio Sforza a ricoprire la carica di Governatore della città. Nepi era stata infatti la ricompensa per averlo appoggiato durante il conclave. Nel 1499 a seguito del cambio repentino della politica borgiana, Ascanio Sforza fu cacciato e nominata governatrice della città Lucrezia Borgia, figlia del pontefice, la quale risiedette nella fortezza per qualche tempo nel 1500. Successivamente, nel 1503, la Rocca venne usata come rifugio da suo fratello Cesare, detto il Valentino.
- Primi decenni del XVI secolo. A questo periodo si può far risalire l'aggiunta del corpo di fabrica a nord del nucleo originario. Addossato alla primitiva facciata, della quale si possano ancora notare i beccatelli tagliati. Il nuovo edificio ha le porte d'ingresso direttamente sul cortile centrale e due ali laterali in cui si dislocano vari ambienti di servizio, tra cui la cucina, con il grande camino ed il forno, comunicante direttamente con il salone principale. Sotto il pontificato di Leone X, nel 1521, la città venne ceduta a Bernardo Accolti, famoso poeta cortese, conosciuto con l'eccentrico nome dell'"Unico". Sue le varie ristrutturazioni dei fabbricati residenziali. Di questa fase, conosciamo grazie un inventario conservato presso l'archivio comunale di Nepi, i nomi di alcune sale: Quella della Madonna, la camera della Fenice, della Palma e anche del Volere e non Potere. Sua la nuova porta di accesso alle fortificazioni, detta appunto porta dell'"Unico", sulla quale un'iscrizione recita: "UNICUS CUSTOS PROCUL HINC TIMORES", ovvero " L'Unico è qui custode: lungi ogni timore", forse a ricordo del Sacco di Roma, quando le ruppe di Carlo V vennero respinte presso la valle di Baccano. L'Unico fu tutt'altro che amato dai nepesini. Numerosi furono i tentativi di cacciata da parte della cittadinanza, che accusarono più volte il proprio signore di ingiustizie e di imporre tasse e gabelle troppo salate, tanto da dover far intervenire anche le guardie pontificie per ristabilire la signoria dell'Accolti.
- L'età Farnesiana. Finalmente, nel 1537 venne investito da Papa Paolo III, Pier Luigi Farnese suo figlio, del titolo di Duca di Nepi, inserendo questo territorio nel Ducato di Castro. In questo decennio che vide il governo del casato farnese, grandi opere vennero improntate in tutta la città ed ovviamente la Rocca non fu trascurata. Altri lavori di adeguamento vennero compiuti all'interno dell'edificio, come testimoniano alcuni stemmi in pietra dell'Accolti, coperti da intonaco e affrescati con lo stemma del nuovo governatore. Ma l'opera più grandiosa realizzata in questo periodo fu indubbiamente la costruzione dei bastioni esterni. Venne incaricato dell'opera Antonio da Sangallo il giovane, intorno al 1537. Esempio tra i più completi della grande maestria Sangallesca di concepire fortificazioni "alla moderna". Il Vasari nelle sue "Vite", definì quest'opera "inespugnabile e bella". Egli studiò almeno tre ipotesi per compiere quest'opera, oltre a realizzare anche un rilievo delle strutture esistenti all'epoca della Rocca. Alla fine, la scelta cadde sulla soluzione più funzionale, sia a livello difensivo che a livello economico. Essa si compone di quattro enormi bastioni, dotati di apposite cannoniere per il fuoco incrociato. Notevoli le porte di accesso, in particolare la principale, porta Romana, che conservano ancora la porta e la controporta interna. Agli angoli dei due bastioni principali e sopra porta Trionfale o "Nica", gli stemmi in travertino di Pier Luigi Farnese. Nei sottostanti cartigli la scritta: "P. ALOISIUS FARN. DUX CASTRI ET NEPETE MONUMENTUM HOC AD TUTELAM CIVITATES EXTRUXIT MDXL", mentre sopra la porta principale, l'arme di Papa Paolo III. Con la dipartita di Pier Luigi Farnese nel 1545, essendo stato nominato Duca di Parma e Piacenza, Paolo III trasferì i cannoni della fortezza nepesina in quella di Perugia. Nel 1570 vide l'arrivo a Nepi di un altro membro della famiglia Farnese, il cardinale Alessandro.

### XIX e XX secolo

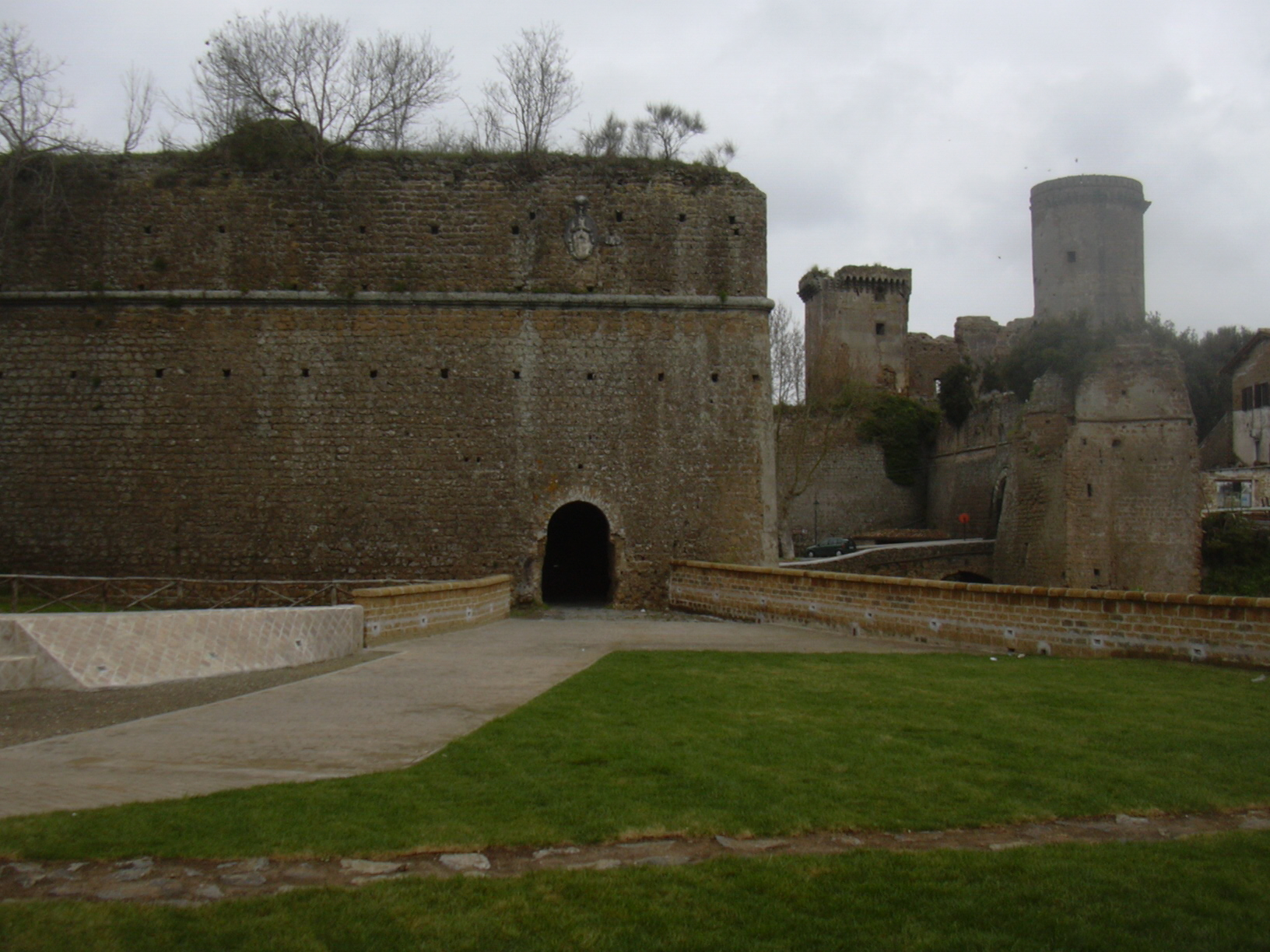
Rocca di Nepi e i Bastioni farnesiani presso porta Trionfale o "Nica"

A partire dal XVII secolo, la Rocca iniziò ad essere abbandonata. Divenne infine luogo di estrazione di materiale da costruzione per la cittadinanza. Nel XIX secolo, si propose di installarvi un carcere, elaborando anche un progetto delle modifiche da apportare. Sul finire dello stesso secolo, una parte della cortina delle fortificazioni farnesiane e parte delle strutture di accesso al palazzo, vennero sventrate per permettere la costruzione di una nuova via di accesso più diretta al centro abitato.
Dopo secoli di abbandono, nel 1977 fino al 1981 furono eseguiti su base volontaria i lunghi lavori di asportazione delle macerie da parte della Sezione Archeoclub di Nepi. Furono asportate centinaia di tonnellate di detriti dai sotterranei e dal piazzale della Rocca e fu ripulita anche la cinta di mura circostanti. Ciò permise al Comune di assegnare nel 2006 i lavori di consolidamento del piazzale della Rocca che dal giugno 2007 è sede di manifestazioni e fruibile al pubblico. Rimangono ancora ridotti all'abbandono i bastioni di epoca farnesiana.

## Descrizione

### La percezione visiva del monumento
Oggi il Complesso delle fortificazioni della Città di Nepi, di cui la Rocca Borgiana divenne Cavaliere durante i lavori di ammodernamento nel XVI secolo, si presenta ancora in tutta la sua monumentalità, benché nei secoli varie manomissioni e mutamenti dovuti allo sviluppo del centro urbano verso l'esterno ne abbiano in parte mutato la percezione. Lo sventramento del bastione nord, presso la porta falisca nel XVIII secolo, e quello già citato precedentemente sul finire del XIX secolo per la costruzione del cosiddetto " ponte nuovo" hanno causato a questo "gigante architettonico" non pochi danni. Per fortuna le proporzioni rilevanti del complesso rapportate alle opere successive, attutiscono non poco il disturbo che esse arrecano.

### Gli accessi alla città ed i Bastioni Farnesiani (XVI secolo)

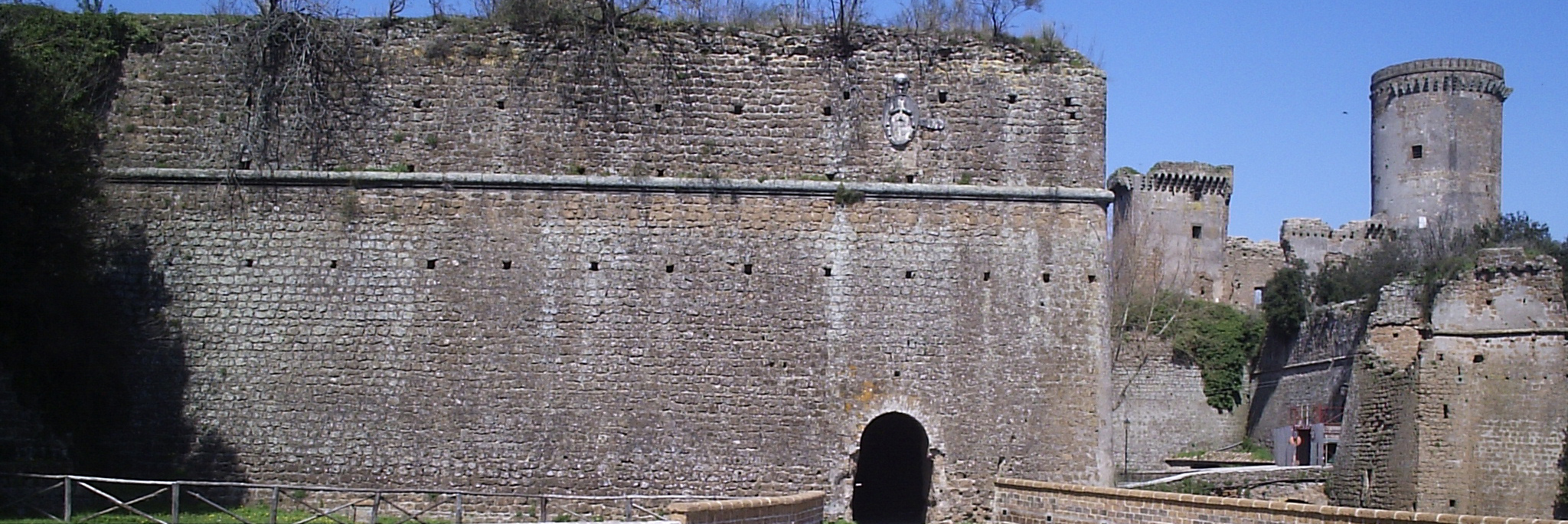
Rocca di Nepi e i Bastioni farnesiani presso porta Trionfale o "Nica"

I due bastioni principali posti uno a nord e l'altro a sud, sono uniti da un'alta cortina in tufo. Sotto la scarpa, ancora il fossato, che collega i due fossi, il Puzzolo a sud ed il Falisco a Nord. Due sono gli accessi principali all'abitato. Verso Sud la cosiddetta porta Trionfale o "Nica" (Piccola). Prima di accedervi ci troviamo davanti ad uno degli scorci più famosi della città. Ai nostri piedi la cascata di "Cavaterra" che sprofonda nella sottostante forra. Il nome della cascata e del piazzale, si riferisce ai lavori di sbancamento effettuati dal Sangallo per rendere più efficaci le mura stesse. A ovest invece la porta Grande o Romana. Quest'ultima (la maggiore) mostra palesemente la mano del suo autore, Antonio da Sangallo il giovane. Entrambe adottano il doppio sistema della porta e della controporta, con uno spazio-filtro, per bloccare ulteriormente l'eventuale nemico, posto sotto il fuoco delle armi nell'angusto spazio compreso tra le due porte, una volta penetrato nella prima. Si accede poi ad un ampio piazzale, ulteriore filtro prima di accedere alla città vera e propria. Qui erano situate tutte quelle funzioni di servizio alla città, come il mattatoio (il largo viene chiamato tuttora della "Mmazzatora") e i mulini ad acqua. Interessante notare in questo luogo le varie stratificazioni che mostrano la secolare storia del complesso: alla sinistra della porta romana, i filari delle fortificazioni di epoca repubblicana. A fianco il complesso di epoca borgiana e di fronte a porta trionfale un rivellino di epoca medievale ed infine alle nostre spalle, il grandioso terrapieno di epoca farnesiana. Per accedere finalmente alla città si attraversa la cosiddetta porta Borgiana, caratterizzata dall'elegante bugnato. In alto le mura sono coronate da archetti cechi, un tempo a sostegno dei cammini di ronda. A destra una torre posta proprio sul ciglio del burrone, ridotta a rudere. Nelle sue fondazioni, i resti di filari di mura di epoca romana. Esistono poi altre due porte minori (postierle). Porta Falisca a nord, sormontata dallo stemma di Paolo III, era prima della costruzione della nuova arteria stradale promossa nel XVIII secolo, l'accesso principale per chi veniva da Civita Castellana. A sud invece, porta Porciana di epoca medievale. Ai tre bastioni principali e più evidenti dall'esterno, si deve inoltre aggiungerne un quarto, sempre realizzato su progetto del Sangallo, posto a sud dell'abitato, lungo la forra. Di dimensioni inferiori rispetto agli altri e non collegato direttamente al complesso difensivo, aveva la funzione di difendere il vertice del bastione maggiore a sud, che altrimenti sarebbe rimasto privo per metà di difese, nella logica che fuoco incrociato.

### La Rocca Borgiana (VI secolo a.C. - XVI secolo)
Il nucleo centrale del complesso è senza dubbio la Rocca Borgiana. Posta a controllo di tutto il sistema difensivo, e del territorio circostante, che spazia dai monti Cimini, il lago di Bracciano, il Monte Soratte e dietro il Terminillo. Qui si tentava l'estrema resistenza all'assediante e successivamente qui si rifugiava il signore dai nemici esterni, dal popolo rivoltoso e troppo spesso da congiure interne. Tali e tante sono le funzioni e i bisogni a cui questo edificio doveva rispondere. La Rocca si presenta con una pianta quadrangolare con quattro bastioni circolari, di diverso diametro secondo logiche difensive (più erano verso l'esterno, più il diametro aumentava), posti ai vertici della cortina muraria. Il modello attuato per Nepi, è decisamente meno innovativo della contemporanea rocca di Civita Castellana, anch'essa realizzata da Antonio da Sangallo per Alessandro VI. Anticamente si accedeva alle fortificazioni attraverso la porta "dell'Unico", prospettante su largo del Franile. Successivamente venne realizzato un ingresso molto più ampio, posto in asse con la via del corso (via aperta in epoca farnesiana). A seguito dello sventramento per la costruzione della nuova via di accesso all'abitato, oggi si entra direttamente nella corte principale, senza dover attraversare tutta una serie di spazi che fungevano da filtro. Appena entrati si accede al cortile maggiore. Di fronte, la facciata dell'edificio residenziale. A destra e a sinistra, i resti murari degli ambienti di servizio al palazzo. Il pavimento in cotto del cortile, è una moderna ricostruzione del pavimento originario, dedotto dal ritrovamento della malta di allettamento che ancora aveva i segni della spina di pesce con i mattoni disposti di taglio e da alcuni lacerti tuttora conservati lungo i bordi dell'ampio spazio aperto. A destra del corpo residenziale, i resti delle cucine. Da notare il camino ed il forno. In un piccolo spazio attiguo, una vasca in marmo, forse una ghiacciaia. Originariamente questo spazio era collegato direttamente con gli ambienti di rappresentanza. Si accede alla cosiddetta "Sala Nobile" dalla porta centrale. Essa conserva ancora intatto il pavimento a mattoni disposti a spina di pesce. Le volte crollate, rendono leggibili ed evidenti le varie fasi storiche che hanno caratterizzato l'edificio. A sinistra, una scala conduce ai sotterranei. Qui i resti dell'antico tracciato della via Amerina e le antiche porte di accesso alla città, successivamente murate. Una romana e l'altra d'epoca medievale. Quest'ultima conserva resti di affreschi del XIV secolo, con figure di santi. Un altro sotterraneo, al di sotto della sala nobile, è il risultato della chiusura di un fossato che in origine difendeva il nucleo primitivo del castello. Successivamente voltato, divenne poi un cantinone. Dalla sala nobile, attraverso una porta e salendo alcuni gradini, si accede alla parte più antica del complesso. Questo nucleo è affiancato dalle due torri superstiti. A sinistra quella a base trapezoidale alta 17 metri e a destra la circolare, il mastio, alta 26 metri. Tramite una scala recentemente ripristinata è possibile raggiungere la cima della torre più alta. Lungo le sue pareti interne, nel 1882, i fratelli Francesco e Pietro Silj, divenuti proprietari dell'ormai diruta rocca, fecero apporre 20 iscrizioni che dal basso salendo, raccontassero la storia più che bimillenaria della città di Nepi e della Rocca stessa.

## Riferimenti
- Via Francigena nel Lazio: Nepi - Rocca dei Borgia, su francigenalazio.it. URL consultato il 26 gennaio 2014 (archiviato dall'url originale il 2 febbraio 2014).
- Stagione Borgiana Nepi: La Rocca dei Borgia, su stagioneborgiana.it. URL consultato il 26 gennaio 2014 (archiviato dall'url originale il 1º febbraio 2014).
- Brini, Franco: Tra Borgia e Farnese (PDF), su brunifranco.it. URL consultato il 26 gennaio 2014 (archiviato dall'url originale il 19 febbraio 2014).